# Padenia obliquifascia
Padenia obliquifascia là một loài bướm đêm thuộc phân họ Arctiinae, họ Erebidae.